# Malaconothrus iriomotensis
Malaconothrus iriomotensis är en kvalsterart som beskrevs av Yamamoto och Aoki 1997. Malaconothrus iriomotensis ingår i släktet Malaconothrus och familjen Malaconothridae. Inga underarter finns listade i Catalogue of Life.